# 진해시·창원군 (1963년 선거구)
진해시·창원군은 대한민국의 옛 국회의원 선거구이다. 당시 경상남도 진해시, 창원군 일대를 관할했다.

## 역사
대한민국 제6대 국회의원 선거를 앞두고 진해시 선거구, 창원군 갑 선거구, 창원군 을 선거구가 통합되면서 신설되었다.
대한민국 제9대 국회의원 선거를 앞두고 마산시 선거구와 통합되며 마산시·진해시·창원군 선거구를 이루게 됨에 따라 폐지되었다.

## 역대 국회의원
| 선거   | 정당 | 정당       | 의원   |
| ------ | ---- | ---------- | ------ |
| 1963년 |      | 민정당     | 최수용 |
| 1967년 |      | 민주공화당 | 조창대 |
| 1971년 |      | 신민당     | 황낙주 |

## 역대 선거 결과

### 대한민국 제6대 국회의원 선거
|  | 32.90% |

|  | 31.78% |

|  | 16.26% |

|  | 6.57% |

|  | 6.55% |

|  | 4.67% |

|  | 1.23% |

### 대한민국 제7대 국회의원 선거
|  | 56.10% |

|  | 27.23% |

|  | 16.66% |

|  | 0% |

### 대한민국 제8대 국회의원 선거
|  | 51.20% |

|  | 47.65% |

|  | 1.14% |